# عبد الرحمن بن أبي بكرة
عبد الرحمن بن أبي بكرة(15هـ - 96هـ)، نفيع بن الحارث الثقفي البصري، أبو بحر وقيل أبو محمد، المحدث الإمام، أحد كبار التابعين، وهو أول مولد ولد بالبصرة.

## نسبه
وهو عبد الرحمن بن نفيع بن الحارث بن كلدة بن عمرو بن علاج بن أبي سلمة بن عبد العزى بن غيرة بن عوف بن أقصى _ ثقيف _ بن منبه.

## سيرته
ولد عبد الرحمن بن أبي بكرة بالبصرة، وهو أول من ولد فيها بعد أن مُصِّرت. أبوه الصحابي الجليل أبو بكرة الثقفي، وأمه هوله بنت غليظ من بني عجل، وله 40 أخا ما بين رجل وامرأة، منهم عبيد الله بن أبي بكرة، ومسلم، ورواد، وعبد العزيز، ويزيد، وكان لعبد الرحمن عقب منهم عبد الله، وحفص، وأمية. استخلفه زياد بن أبيه على بعض أعماله في البصرة.
روي عن عبد الرحمن أنه قال:
وكان عبد الرحمن بن أبي بكرة من أعيان القراء في وقته، وكان جوادا، سخيا، يُروى أنه أعطى إنسانا تسعة مئة جاموسا.

## روايته للحديث النبوي
روى عن: علي بن أبي طالب، والأسود بن سريع، وعبد الله بن عمرو بن العاص، والأشج العصري، وأبيه نفيع.
روى عنه: إسحاق بن سويد العدوي، وابن ابنه بحر بن مرار بن عبد الرحمن بن أبي بكرة، وابن أخيه ثابت بن عبيد الله بن أبي بكرة، وجعفر بن ميمون بياع الأنماط، وأبو بشر جعفر بن أبي وحشية، وخالد الحذاء، وزكريا بن سليم - والصحيح: عن شيخ، عنه -، وزياد بن أبي زياد الجصاص، وسعيد بن إياس الجريري، وسوار أبو حمزة، صاحب الحلي، وأبو العلاء شيبان بن زهير بن شقيق بن ثور السدوسي، وعبد الله بن عون، وأبو شيبة عبد الرحمن بن إسحاق الكوفي، وعبد الملك بن عمير، وعبد الواحد بن صفوان بن أبي عياش، وعلي بن زيد بن جدعان، وفضيل بن فضالة القيسي، وقتادة، ومحمد بن سيرين، ومحمد بن عبد الله بن أبي يعقوب، والمهاجر أبو مخلد، ويحيى بن أبي إسحاق الحضرمي، ويونس بن عبيد، وأبو غالب الراسبي.

## أقوال العلماء فيه
- قال ابن سعد في طبقاته: وكان ثقة له أحاديث.[7]
- وقال العجلي: بصري تابعي ثقة.[8]
- وذكره ابن حبان في ثقاته.[9]
- وقال ابن حجر العسقلاني: ثقة.[10]